# Kôprová dolina
Kôprová dolina je údolí nacházející se na jižní, slovenské straně Vysokých Tater na Slovensku. Jedná se o 11 km dlouhé hraniční údolí, která odděluje Vysoké Tatry od Liptovských kop a v širším smyslu od Západních Tater. Nachází se v katastrálním území Štrbské Pleso města Vysoké Tatry v okrese Poprad v Prešovském kraji. Ústí se nachází nedaleko osady Podbanské a rozcestí Tri Studničky.

## Hranice údolí
Je otevřené na jih a stoupá směrem na severovýchod. Na východě ho odděluje hřeben Kriváně až po Ostrou od Važecké doliny, po Furkotský štít od Furkotské doliny, po Furkotskou vežu od Mlynické doliny a po Čubrinu od Hincovy doliny. Na západě ji hřeben Liptovských kop vycházející z Hladkého štítu odděluje od Tiché doliny. Na severu dosahuje až hlavnímu hřebeni Vysokých Tater na polsko-slovenské státní hranici, za níž se nacházejí Dolina Pięciu Stawów Polskich, Dolina Rybiego Potoku, které odděluje z Hrubého štítu na sever vycházející hřeben.

### Členění
Do samotné Kôprové doliny vyúsťuje celá řada menších údolí, hlavní jsou Nefcerka, Hlinská dolina, Temnosmrečinská a Kobylia dolina.

## Vodstvo
Údolí odvodňuje Kôprovský potok, který se nedaleko osady Tichá stéká s Tichým potokem a vytváří řeku Belo. V povodí potoka je situováno několik ples, které jsou všechny v okolních údolích:
- Kobylia dolina — Kobylie pleso
- Temnosmrečinská dolina — Kôprové pliesko, Temnosmrečinské plesá (Nižné, Vyšné)
- Hlinská dolina — Hlinské oko
- Nefcerka — Terianske plesá (Malé, Nižné, Vyšné)

Vodopády se také, s výjimkou Kmeťova vodopádu nacházejí v okolních údolích:
- Temnosmrečinská dolina — Vajanského vodopád
- Nefcerka — Nefcerské vodopády (Nižný, Vyšný)

## Přístup
Údolím prochází  modrá turistická značka z rozcestí Tristudničky na Vyšné Kôprovské sedlo, která pokračuje k Veľkému Hincovu plesu (2:15 h od ústí Hlinské doliny) do Mengusovské doliny. V dolní části se na ni napojují  východní část Tatranské magistrály a  zelená turistická značka z Horní Tiché. V ústí Hlinské doliny z ní odbočuje  zelená turistická značka (sedlo Závory 1:35 h) do Tiché doliny a z té po 0:15 h ještě  červená turistická značka k Temnosmrečinským plesům (1:15 h).
Pod ústím Nefcerky stávala Mühlmannova chata.

### Spor o těžbu dřeva
V roce 2007 zde vypukl konflikt o těžbu dřeva mezi státem vlastněnou dřevařskou společností a ochránci přírody. Lesníci chtěli dřevo vytěžit, ale dřevařské stroje zastavili aktivisté při blokádě vlastními těly. V červenci 2012 Ministerstvo životního prostředí SR definitivně zakázalo těžbu v Tiché a Koprové dolině a vyhovělo tak ekologickým aktivistům, kteří usilovali o to, aby se polomy obnovovaly přirozenou cestou bez zásahu člověka.